# 馬納西亞

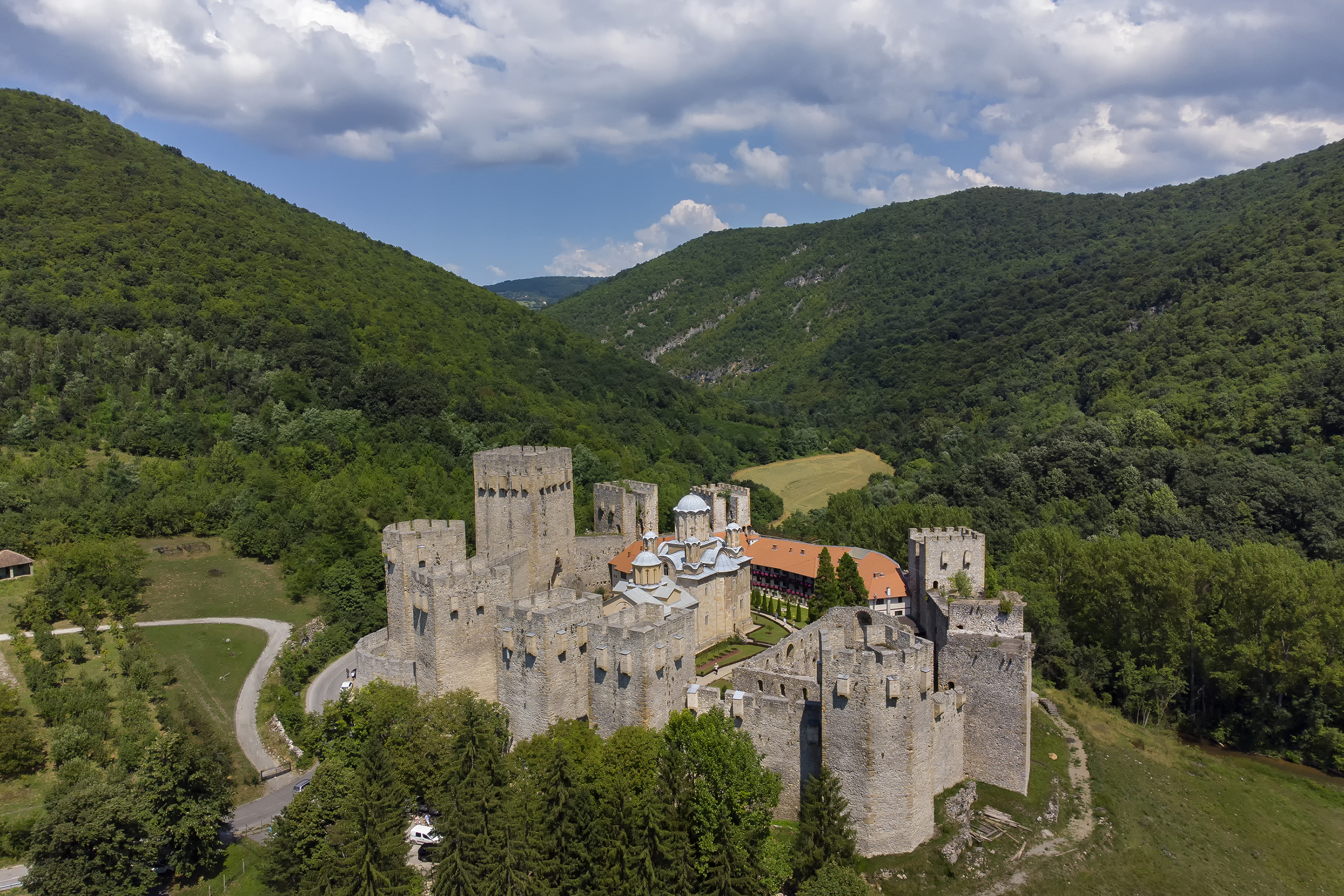
馬納西亞修道院

馬納西亞是位於塞爾維亞代斯波托瓦茨附近的一座修道院，修建於1406年至1418年期間，這座修道院是塞爾維亞中世紀時期最重要的文化遺產之一。2010年，馬納西亞被列入聯合國教科文組織的世界文化遺產候選名單。

## 外部連結
- UNESCO Tentative List Process - Fortified Manasija Monastery  （页面存档备份，存于）
- Picture of Frescos in monastery church to the Holy Trinity （页面存档备份，存于）
- Blago
- Serbian Unity Congress

44°06′02″N 21°28′10″E / 44.1005555656°N 21.4694444544°E